# Al Brightman
Horace Albert "Al" Brightman (Eureka, California, 22 de septiembre de 1923-Portland, Oregón, 10 de junio de 1992) fue un jugador y entrenador de baloncesto estadounidense que disputó una temporada en la BAA, y una más en la ABL desempeñando el papel de jugador-entrenador. Con 1,88 metros de estatura, jugaba en la posición de alero.

## Trayectoria deportiva

### Universidad
Jugó durante su etapa universitaria con los 49ers de la Universidad Estatal de California, Long Beach, siendo el primer jugador de dicha institución en llegar a jugar en la BAA o la NBA.

### Profesional
Comenzó su andadura profesional fichando con los Boston Celtics, donde fue el segundo mejor anotador del equipo, únicamente superado por Connie Simmons, promediando 9,8 puntos y 1,0 asistencias por partido. Se convirtió en el primer jugador de los Celtics en anotar 20 puntos en un partido de la temporada regular.
Al término de la temporada, rompió su contrato y se marchó a los Seattle Athletics de la Pacific Coast Professional Basketball League, donde ejerció además como entrenador.

#### Estadísticas en la BAA

##### Temporada regular
| Temporada | Edad | Equipo         | Liga | P  | TIT | MIN | TC  | TCA  | %TC  | TL  | TLA | %TL  | ASIS | ROB | TAP | PER | FP  | PTS |
| 1946-47   | 23   | Boston Celtics | BAA  | 58 |     |     | 3.8 | 15.0 | .256 | 2.1 | 3.3 | .627 | 1.0  |     |     |     | 2.0 | 9.8 |
| Total     |      |                | BAA  | 58 |     |     | 3.8 | 15.0 | .256 | 2.1 | 3.3 | .627 | 1.0  |     |     |     | 2.0 | 9.8 |

### Entrenador
Con solo 24 años, fue contratado por la Universidad de Seattle como entrenador principal, donde permaneció 8 temporadas, en las que consiguió 180 victorias y 68 derrotas. Llevó al equipo en 4 ocasiones al Torneo de la NCAA y en una al NIT. En un enfrentamiento ante la Universidad de Nueva York, fue la primera ocasión en que dos equipos universitarios superaban los 100 puntos en un partido disputado en el Madison Square Garden, ganando 102-101. Llegó incluso a enfrentarse a los Harlem Globetrotters, a los que derrotó 84-81.
Entrenó posteriormente a los San Francisco Saints, y a los Long Beach Chiefs, ambos de la ABL, para acabar dirigiendo a los Anaheim Amigos de la ABA, consiguiendo 12 victorias y 24 derrotas.
Falleció, víctima de un cáncer de páncreas en 1992, a los 68 años de edad.